# Nara (cidade)
Nara (奈良市 -shi) é a capital da Prefeitura de Nara localizada na Região de Kansai no Japão. A cidade ocupa o norte da Prefeitura de Nara, fazendo fronteira com a Prefeitura de Kyoto. Oito templos, santuários e ruínas restam na cidade: Tōdai-ji, Saidai-ji, Kōfuku-ji, Santuário de Kasuga, Gangō-ji, Yakushi-ji, Tōshōdai-ji e o Palácio Heijō, junto com a Floresta Primitiva de Kasugayama, coletivamente formam os Monumentos Históricos da Antiga Nara, um Patrimônio Mundial da UNESCO.

## Etimologia
No Período Heian, uma variedade de diferentes Kanji foram usados para representar o nome Nara: 乃楽, 乃羅, 平, 平城, 名良, 奈良, 奈羅, 常, 那良, 那楽, 那羅, 楢, 諾良, 諾楽, 寧, 寧楽 e 儺羅.
Um grande número de teorias sobre a origem do nome Nara foi proposto, e alguns mais conhecidos estão listados aqui. A segunda teoria da lista, feita pelo famoso folclorista Kunio Yanagita (1875-1962), é a mais aceita nos dias de hoje.
- O Nihon Shoki (As Crônicas do Japão, o segundo livro mais antigo da história clássica Japonesa) sugere que o "Nara" foi derivado de narasu (aplainar, nivelar).[1] De acordo com esta versão, em setembro do décimo ano do Imperador Sujin, "liderando soldados selecionados (os rebeldes) seguiram em frente, escalaram a Nara-yama (monte ao norte de Heijō-kyō e os colocaram em ordem. Agora as forças imperiais se juntaram e derrubaram arvores e plantas, nivelando solo. Assim, a montanha é chamada Nara-yama."  Embora a própria narrativa seja considerada uma etimologia folclórica e poucos pesquisadores acreditarem que é histórica, esta é a sugestão mais antiga, e linguisticamente similar a teoria de Yanagita a seguir.

- Teoria do "solo plano" (atualmente a mais aceita): Em seu estudo de 1936 sobre nomes de lugares,[2] o autor Kunio Yanagita afirma que "a característica topográfica de uma área de relativa calma gradiente no lado da montanha, a qual é chamada taira no leste do Japão e hae no sul de Kyushu, é chamada naru nas regiões de Chūgoku e Shikoku (Japão central). Esta palavra dá origem ao verbo narasu, ao advérbio narashi, e o adjetivo narushi."  Isto é suportado por entrada de dicionários de dialetos[3] para substantivos referidos a áreas planas: naru (encontrado no Distrito de Aida, na Prefeitura de Okayama e no Distrito de Ketaka, Prefeitura de Tottori) e naro (encontrado na Prefeitura de Kōchi); e também pelo adjetivo narui que não é do Japonês padrão, mas é encontrado em toda a área central do Japão, que significa "gentil", "suavemente inclinado", ou "fácil". Yanagita comenta também que o fato de que muitos destes nomes de lugares serem escritos com o Kanji 平 ("achatado", "plano"), ou outros Kanji semelhantes, demonstra a validade desta teoria. Citando um documento de 1795, o Inaba-shi (因幡志) da Província de Inaba, na parte leste da moderna Tottori, indica a leitura naruji para a palavra 平地 (cuja leitura padrão é heichi, significando "nível/chão nivelado/terra/país, um plano"), Yanagita sugere que naruji seria usado lá como substantivo comum até o período moderno. Claro, o fato de que historicamente "Nara" também ter sido escrita 平 ou 平城 como mostrado acima, ajuda a dar crédito a esta teoria.

- A ideia de que Nara é derivada de 楢 nara ("carvalho, Quercus deciduoso spp.") é a segunda opinião mais comum. A ideia foi sugerida por um linguista, Yoshida Togo.[4] Este substantivo para a planta pode ser visto ainda no Man'yōshū (séculos VII-VIII) e no Harima-no-kuni Fudoki (715). Este último livro afirma que o o nome do lugar Narahara em Harima (mais ou menos onde é a atual Kasai) deriva desta árvore nara, o que poderia dar crédito a teoria de Yoshida. O nome da cidade vizinha de Kashihara (literalmente carvalho vivo do solo plano) contém um morfema semanticamente similar (em Japonês 橿 kashi "carvalho vivo, Quercus de folhas verdes spp.").

- Há a ideia de que o nome Nara é um empréstimo da palavra Coreana nara (나라 : país, nação, reino). Esta ideia foi passada a frente pelo linguista Matsuoka Shizuo.[5] Entretanto, quase nenhuma informação sobre a antiga Língua Coreana chegou aos dias atuais. O primeiro atestado de uma palavra ancestral ao Coreano Moderno nara é do final do século XV, como em Yongbieocheonga (1447),[6] Wolinseokbo (月印釋譜. 1459), ou Beophwagyeongeonhae (法華經諺解. 1463),[7] e não há evidencia que prove que a palavra já existia no século VII. Estes livros do século XV usaram narah (나랗), uma antiga forma de nara em Coreano, e sua forma mais antiga dever ser *narak. O linguística Norte-americano Christopher I. Beckwith deduz que o narak Coreano deriva do Médio Antigo Chinês 壌 (*nrak, terra), do anterior *narak, e não há conexão com o Kogúrico e o Japonês na.[8] (Ver também a próxima teoria.) Kusuhara e outros também apontam que esta hipótese não pode chegar ao fato de que há muitos lugares chamados Nara, Naru e Naro além desta Nara.[9]

- Por último, há a hipótese de que Nara é aparentada com a Tungúsica na.[10] Em algumas línguas Tungúsicas como o Orok (e como o idioma Kogúrico), na significa terra. Alguns especulam sobre a conexão entre estas palavras Tungúsicas e o Japonês Antigo nawi, uma arcaica e obscura palavra que aparece nas frases verbais nawi furu e nawi yoru ('ocorre um terremoto, ter um terremoto').[11]

A teoria do "Solo plano" é adotada pelo Nihon Kokugo Daijiten (o maior dicionário da Língua Japonesa) e vários dicionários de nomes de lugares, livros de história em Nara  e, atualmente, é considerada a mais provável.

## História

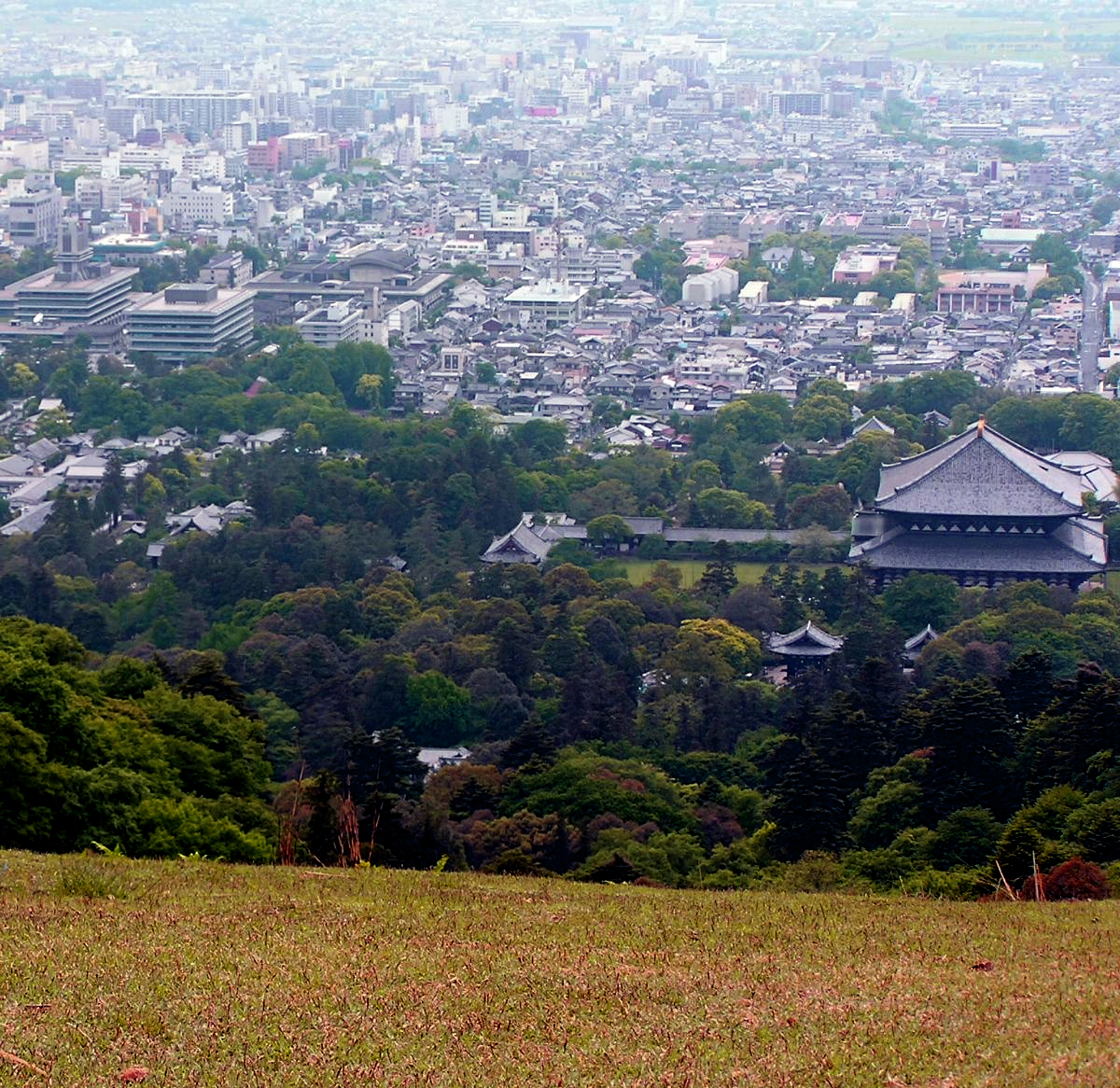
Uma vista da cidade com o Tōdai-ji à direita.

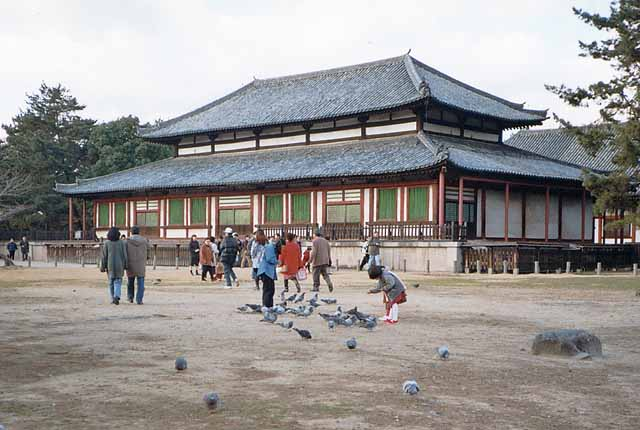
O Kôfuku-ji é um templo budista situado no centro de Nara.

Nara foi durante o século VIII a capital do Japão, sob o nome de Heijō-kyō (ou Heizei-kyō), desde a sua fundação em 710 (quando a Imperatriz Gemmei subiu ao trono) até 784. Esta época ficou conhecida como Período Nara.
Representou a primeira capital fixa real do país. Antes de 710, as capitais se mudavam de reino para reino. De acordo com as antigas concepções do xintoísmo, a morte era a impureza mais séria. Quando o soberano encontrou a morte, a impureza atingiu a capital. Era necessário destruir os palácios e reconstruí-los em outro lugar. No início do século VIII, ficou claro que era necessário um centro mais duradouro para a administração pública e governamental.
De acordo com o seu plano original, a cidade mediu 2 km por 4.3 km. Uma avenida muito larga, a partir do portão de Rashomon para o sul, cortou a cidade em dois e conduzia direto para os palácios imperiais. Era chamada de avenida Suzaku, com 70 metros de largura e cercada de salgueiros. Os dois setores assim formados são cortados em quatro pelas ruas que se cruzavam em ângulos retos. Este plano parece se inspirar na cidade de Xi'an, a capital Chinesa da época. A cidade de Nara também foi concebida por imigrantes do reino de Baekje.
À direita e à esquerda, os palácios deveriam ser dois grandes templos budistas: Tōdai-ji e Saidai-ji (o "Grande Templo do Levante e o Grande Templo dos Grandes"). Na verdade, apenas o Tōdai-ji, que foi reconstruído com dimensões menores, ainda existe hoje no meio do Parque de Nara.
Após o fim da Período Nara, a cidade foi renomeada como Nanto (南 都?, "Capital do Sul") e perdeu sua importância. Sofreu várias destruições durante as várias guerras civis e foi queimada pelo Clã Taira em 1180 no final do Cerco de Nara, durante as Guerras Genpei.

### Moderna Nara
Na era moderna, com o título do governo prefeitural, Nara se desenvolveu em um centro local de comércio e governo. A cidade foi incorporada oficialmente em 1 de fevereiro de 1898. Em 2010, Nara celebrou o aniversário de 1 300 anos de sua ascensão como capital do Japão.

## Geografia
A cidade de Nara está no norte da Prefeitura de Nara, fazendo fronteira direta com a Prefeitura de Kyoto ao norte. Como resultado da mais recente fusão, efetivada em 1 de abril de 2005, que combinou as vilas de Tsuge e Tsukigase com a cidade de Nara, a cidade agora faz fronteira com a Prefeitura de Mie ao leste. A área total de é de 276,84km2.
O centro de Nara está à leste do antigo Palácio Heijō, ocupando a parte norte do que é chamado Gekyō (外京), literalmente o exterior da área da capital. Muitos escritórios públicos (o Escritório Municipal, o Governo Prefeitural de Nara, o quartel da Polícia, etc.) estão localizados em Nijō-ōji (二条大路), enquanto os escritórios filiais dos principais bancos do país estão em Sanjō-ōji (三条大路).
O ponto mais alto da cidade é o pico de Kaigahira-yama com uma altitude de 822 metros (no distrito de Tsugehayama-cho), e o mais baixo é o distrito de Ikeda-cho, com uma altitude de 56,4 metros.

### Clima
O clima da Prefeitura de Nara é geralmente temperado, apesar de haver diferenças notáveis entre a área da bacia nordeste e o resto da prefeitura que é mais montanhosa.
O clima da área da bacia possui característica interior. As temperaturas médias no inverno são de 3 a 5 °C, e de 25 a 28 °C  no verão com as maiores temperaturas beirando os 35 °C. Não há um único ano desde 1990 com mais de 10 dias de queda de neve registrados pelo Observatório Meteorológico Local de Nara.
As temperaturas no resto da prefeitura podem atingir −5 °C. A chuva pesada é frequentemente vista no verão. Os totais anuais de chuva acumulada ficam entre 3 000 e 5 000 mm, que está entre os maiores do Japão e do mundo fora da zona equatorial.
As temperaturas da primavera e do outono são temperadas e confortáveis. A região montanhosa de Yoshino se tornou popular por conta das flores de cerejeira na primavera. No outono, as montanhas do sul também são um popular destino para ver as folhas de outono.
| Dados climáticos para Nara, Nara (1981～2010)         | Dados climáticos para Nara, Nara (1981～2010) | Dados climáticos para Nara, Nara (1981～2010) | Dados climáticos para Nara, Nara (1981～2010) | Dados climáticos para Nara, Nara (1981～2010) | Dados climáticos para Nara, Nara (1981～2010) | Dados climáticos para Nara, Nara (1981～2010) | Dados climáticos para Nara, Nara (1981～2010) | Dados climáticos para Nara, Nara (1981～2010) | Dados climáticos para Nara, Nara (1981～2010) | Dados climáticos para Nara, Nara (1981～2010) | Dados climáticos para Nara, Nara (1981～2010) | Dados climáticos para Nara, Nara (1981～2010) | Dados climáticos para Nara, Nara (1981～2010) |
| Mês                                                   | Jan                                           | Fev                                           | Mar                                           | Abr                                           | Mai                                           | Jun                                           | Jul                                           | Ago                                           | Set                                           | Out                                           | Nov                                           | Dez                                           | Ano                                           |
| ----------------------------------------------------- | --------------------------------------------- | --------------------------------------------- | --------------------------------------------- | --------------------------------------------- | --------------------------------------------- | --------------------------------------------- | --------------------------------------------- | --------------------------------------------- | --------------------------------------------- | --------------------------------------------- | --------------------------------------------- | --------------------------------------------- | --------------------------------------------- |
| Recorde alta °C (°F)                                  | 18.9 (66)                                     | 23.9 (75)                                     | 25.9 (78.6)                                   | 30.5 (86.9)                                   | 32.7 (90.9)                                   | 35.8 (96.4)                                   | 37.3 (99.1)                                   | 39.3 (102.7)                                  | 36.9 (98.4)                                   | 32.0 (89.6)                                   | 26.8 (80.2)                                   | 21.7 (71.1)                                   | 39.3 (102.7)                                  |
| Média alta °C (°F)                                    | 8.7 (47.7)                                    | 9.6 (49.3)                                    | 13.4 (56.1)                                   | 19.8 (67.6)                                   | 24.1 (75.4)                                   | 27.2 (81)                                     | 30.8 (87.4)                                   | 32.6 (90.7)                                   | 28.2 (82.8)                                   | 22.2 (72)                                     | 16.5 (61.7)                                   | 11.4 (52.5)                                   | 20.4 (68.7)                                   |
| Média baixa °C (°F)                                   | −0.2 (31.6)                                   | −0.1 (31.8)                                   | 2.3 (36.1)                                    | 7.4 (45.3)                                    | 12.5 (54.5)                                   | 17.5 (63.5)                                   | 21.8 (71.2)                                   | 22.6 (72.7)                                   | 18.8 (65.8)                                   | 12.1 (53.8)                                   | 6.4 (43.5)                                    | 1.9 (35.4)                                    | 10.3 (50.5)                                   |
| Recorde baixa °C (°F)                                 | −7 (19)                                       | −7.8 (18)                                     | −5 (23)                                       | −2.4 (27.7)                                   | 1.4 (34.5)                                    | 7.3 (45.1)                                    | 12.2 (54)                                     | 12.8 (55)                                     | 7.7 (45.9)                                    | 2.3 (36.1)                                    | −2.6 (27.3)                                   | −6.6 (20.1)                                   | −7.8 (18)                                     |
| Média precipitação mm (pol.)                          | 49.6 (1.953)                                  | 63.3 (2.492)                                  | 103.2 (4.063)                                 | 97.7 (3.846)                                  | 143.5 (5.65)                                  | 188.8 (7.433)                                 | 165.1 (6.5)                                   | 111.8 (4.402)                                 | 163.3 (6.429)                                 | 111.1 (4.374)                                 | 71.4 (2.811)                                  | 47.3 (1.862)                                  | 1 316,1 (51,815)                              |
| Queda de neve média cm (pol.)                         | 2 (0.8)                                       | 4 (1.6)                                       | 1 (0.4)                                       | 0 (0)                                         | 0 (0)                                         | 0 (0)                                         | 0 (0)                                         | 0 (0)                                         | 0 (0)                                         | 0 (0)                                         | 0 (0)                                         | 1 (0.4)                                       | 8 (3.1)                                       |
| Média de dias de precipitação (≥ 0.5 mm)              | 7.9                                           | 7.9                                           | 12.3                                          | 10.6                                          | 11.3                                          | 12.9                                          | 11.8                                          | 8.6                                           | 11.5                                          | 9.8                                           | 8.3                                           | 7.7                                           | 120.6                                         |
| Média de dias ensolarados                             | 1.4                                           | 1.9                                           | 0.8                                           | 0.0                                           | 0.0                                           | 0.0                                           | 0.0                                           | 0.0                                           | 0.0                                           | 0.0                                           | 0.0                                           | 0.7                                           | 4.8                                           |
| Média umidade relativa (%)                            | 69                                            | 69                                            | 68                                            | 65                                            | 69                                            | 75                                            | 77                                            | 74                                            | 77                                            | 77                                            | 76                                            | 72                                            | 72.3                                          |
| Média mensal horas de sol                             | 116.7                                         | 115.5                                         | 147.4                                         | 180.3                                         | 184.8                                         | 143.5                                         | 162.7                                         | 205.4                                         | 150.3                                         | 154.5                                         | 134.5                                         | 127.3                                         | 1 822,9                                       |
| Source #1: Agência Meteorológica do Japão             |                                               |                                               |                                               |                                               |                                               |                                               |                                               |                                               |                                               |                                               |                                               |                                               |                                               |
| Source #2: Agência Meteorológica do Japão (registros) |                                               |                                               |                                               |                                               |                                               |                                               |                                               |                                               |                                               |                                               |                                               |                                               |                                               |

## Demografia
Em 1 de abril de 2017, a cidade tinha uma população estimada de 359 666 habitantes e uma densidade de 1,3 mil pessoas por km2. Haviam 160 242 famílias residindo em Nara. A maior concentração de famílias e população, respectivamente 46 mil e 125 mil, é encontrada nos distritos mais novos, junto da linha Kintetsu conectando a Osaka.
Haviam cerca de 3 mil estrangeiros registrados na cidade, sendo os Coreanos e os Chineses os maiores grupos com cerca de 1,2 mil e 800 pessoas respectivamente.

## Cervos em Nara

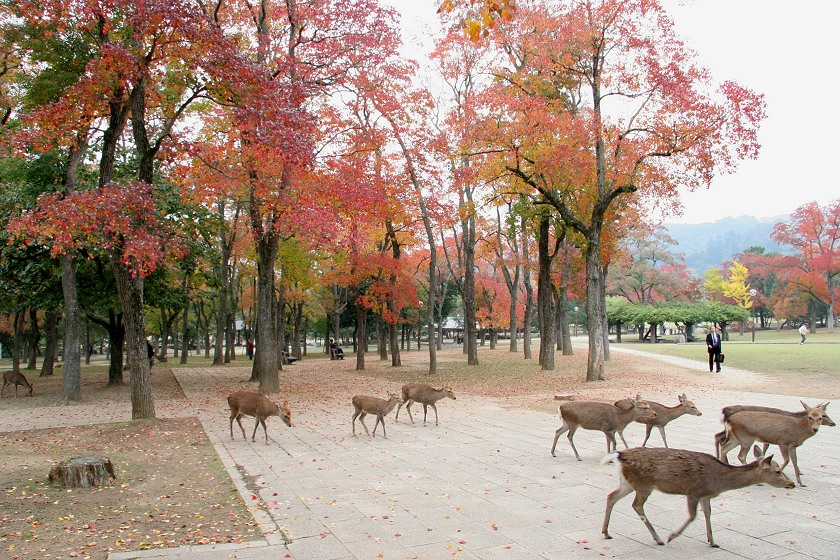
Cervos passeando pelo Parque de Nara no outono.

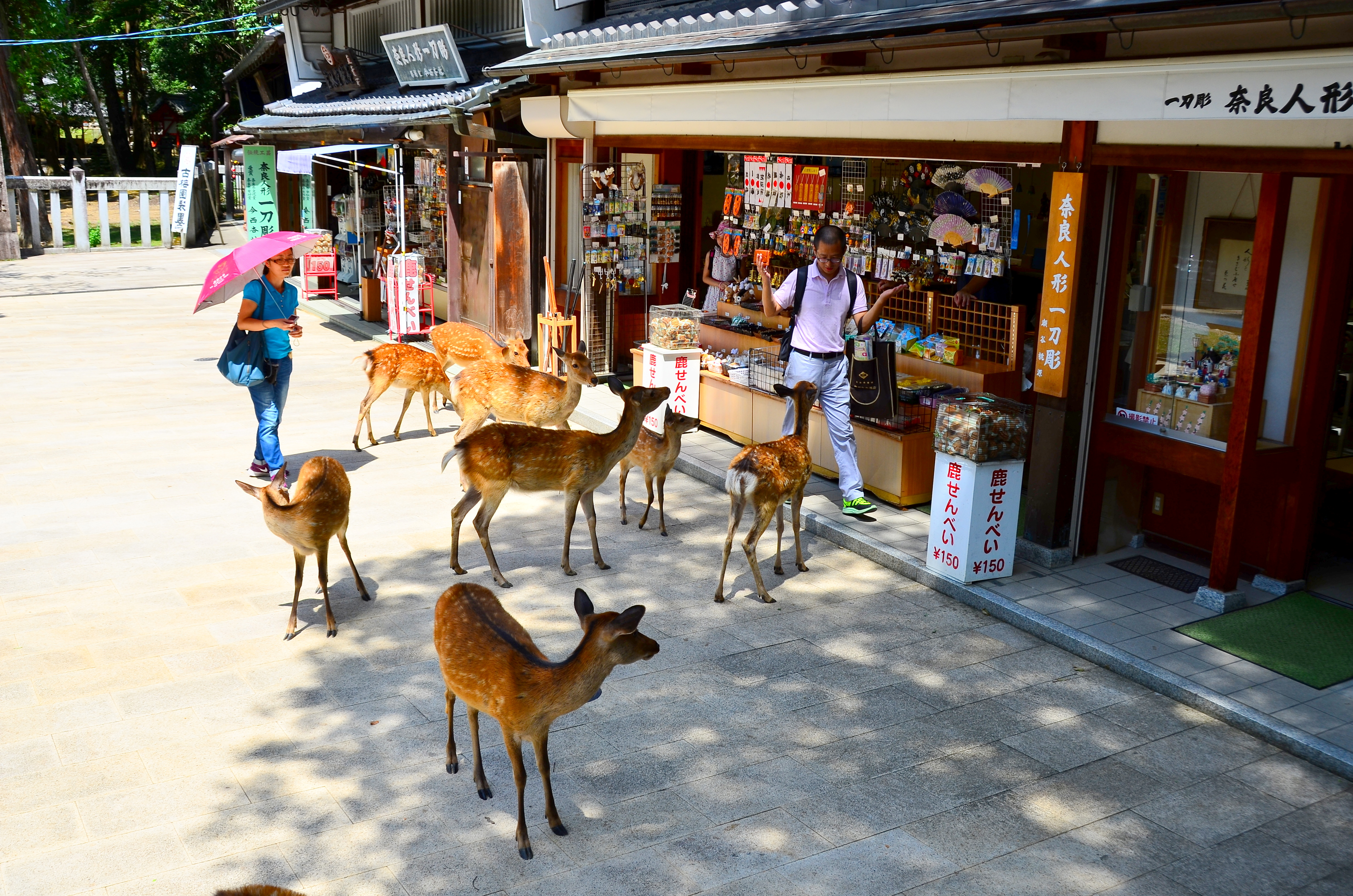
Cervos se aproximando de turistas no Parque de Nara no verão.

De acordo coma a lendária história do Santuário Kasuga, o deus Takemikadzuchi chegou a Nara montado em um cervo branco para proteger a recém-construída capital de Heijō-kyō. Desde então os cervos são considerados animais celestiais, protegendo a cidade e o país.
Cervus nippon domados (também conhecidos como cervo manchado ou cervo Japonês) andam livremente pela cidade, especialmente no Parque de Nara.Em 2015, haviam mais de 1,2 mil cervos em Nara. Vendedores de lanches vendem senbei (biscoitos para cervos) para os visitantes alimentarem os cervos. Alguns dos animais aprenderam a se inclinar em ordem para receber senbei das pessoas.

## Educação
Em 2005, haviam 16 escolas de ensino médio e 6 universidades na cidade de Nara.

### Universidades
Entre as universidades estão a Universidade de Mulheres de Nara, uma das duas universidades nacionais para mulheres do Japão, e o Instituto de Ciência e Tecnologia de Nara.

### Educação primária e secundária

#### Escolas públicas
As escolas de educação elementar são operadas pela cidade de Nara.
Escolas de ensino médio públicas são operadas pela Prefeitura de Nara.

#### Escolas privadas
Entre as escolas de ensino médio privadas em Nara está a Tōdaiji Gakuen, uma escola fundada pelo templo em 1926.

## Transportes
A principal estação de Nara é a Estação Kintetsu Nara com a Estação JR Nara a 500 metros ao oeste e muito mais perto da estação Shin-Omiya.

### Ferrovias
- West Japan Railway Company[42]
  - Linha Principal Kansai (Linha Yamatoji)[42]:  Estação de Narayama[42] - Estação de Nara[42]
  - Linha Sakurai (Linha Manyō-Mahoroba)[42]: Estação de Nara[42] - Estação de Kyōbate[42] - Estação de Obitoke[42]

- Kintetsu Railway[43]
  - Linha Nara: Estação de Tomio[43] - Estação de Gakuen-mae[43] - Estação de Ayameike[43] - Estação de Yamato-Saidaiji[43] - Estação de Shin-Ōmiya[43] - Estação de Kintetsu Nara[43]
  - Linha Kyoto: Estação de Takanohara[43] - Estação de Heijō[43] - Estação de Yamato-Saidaiji[43]
  - Linha Kashihara: Estação de Yamato-Saidaiji[43] - Estação de Amagatsuji[43] - Estação de Nishinokyō[43]
  - Linha Keihanna: Estação de Gakken Nara-Tomigaoka[43]

### Estradas
- Vias expressas
  - Via expressa Keinawa (em construção)
  - Via expressa Hanshin (Rota Dainihanna)[44]
- Rota Nacional do Japão 24[45]
- Rota Nacional do Japão 25[45]
- Rota Nacional do Japão 169[45]
- Rota Nacional do Japão 308[45]
- Rota Nacional do Japão 369[45]
- Rota Nacional do Japão 370[45]

## Cidades-irmãs[46]
- Camberra, Austrália[47]
- Dazaifu, Japão
- Koriyama, Japão
- Obama, Japão
- Toledo, Espanha
- Versalhes, França
- Gyeongju, Coreia do Sul
- Xian, China
- Yangzhou, China

## Personalidades
- Ken'ichi Fukui (1918-1988), prémio Nobel da Química de 1981